# Staniselići
Staniselići este un sat din municipiul Podgorica, Muntenegru. Conform datelor de la recensământul din 2003, localitatea are 38 de locuitori (la recensământul din 1991 erau 26 de locuitori).

## Demografie
În satul Staniselići locuiesc 29 de persoane adulte, iar vârsta medie a populației este de 46,7 de ani (44,5 la bărbați și 49,4 la femei). În localitate sunt 14 gospodării, iar numărul mediu de membri în gospodărie este de 2,71.
|  |

| Demografie | Demografie | Demografie |
| An         | Locuitori  | Locuitori  |
| ---------- | ---------- | ---------- |
|            |            |            |
|            |            |            |
|            |            |            |
|            |            |            |
| 1948       | 189        |            |
| 1953       | 187        |            |
| 1961       | 149        |            |
| 1971       | 113        |            |
| 1981       | 59         |            |
| 1991       | 26         | 26         |
| 2003       | 38         | 38         |

| \| Componența etnică conform recensământului din 2003[2] \| Componența etnică conform recensământului din 2003[2] \| Componența etnică conform recensământului din 2003[2] \| Componența etnică conform recensământului din 2003[2] \| Componența etnică conform recensământului din 2003[2] \| \| ----------------------------------------------------- \| ----------------------------------------------------- \| ----------------------------------------------------- \| ----------------------------------------------------- \| ----------------------------------------------------- \| \| \| \| \| \| \| \| Muntenegreni \| Muntenegreni \| \| 25 \| 65,78% \| \| Sârbi \| Sârbi \| \| 12 \| 31,57% \| \| necunoscută \| necunoscută \| \| 0 \| 0% \| |              |  |    |        |
| Componența etnică conform recensământului din 2003 |              |  |    |        |
| |              |  |    |        |
| Muntenegreni | Muntenegreni |  | 25 | 65,78% |
| Sârbi | Sârbi        |  | 12 | 31,57% |
| necunoscută | necunoscută  |  | 0  | 0%     |